# 本尼迪克塔·波科利
本尼迪克塔·波科利（英語：Bendcita Boccoli，1966年11月11日—），是一名意大利的戏剧和电影演员。

## 生平
本尼迪克塔生于意大利米兰。在孩童时代，他们全家搬去罗马。

## 作品

### 电影
- Gli angeli di Borsellino, director Rocco Cesareo - 2003年
- Valzer, director Salvatore Maira - 2007年
- Pietralata, director Gianni Leacche - 2008年